# إيلي بوب

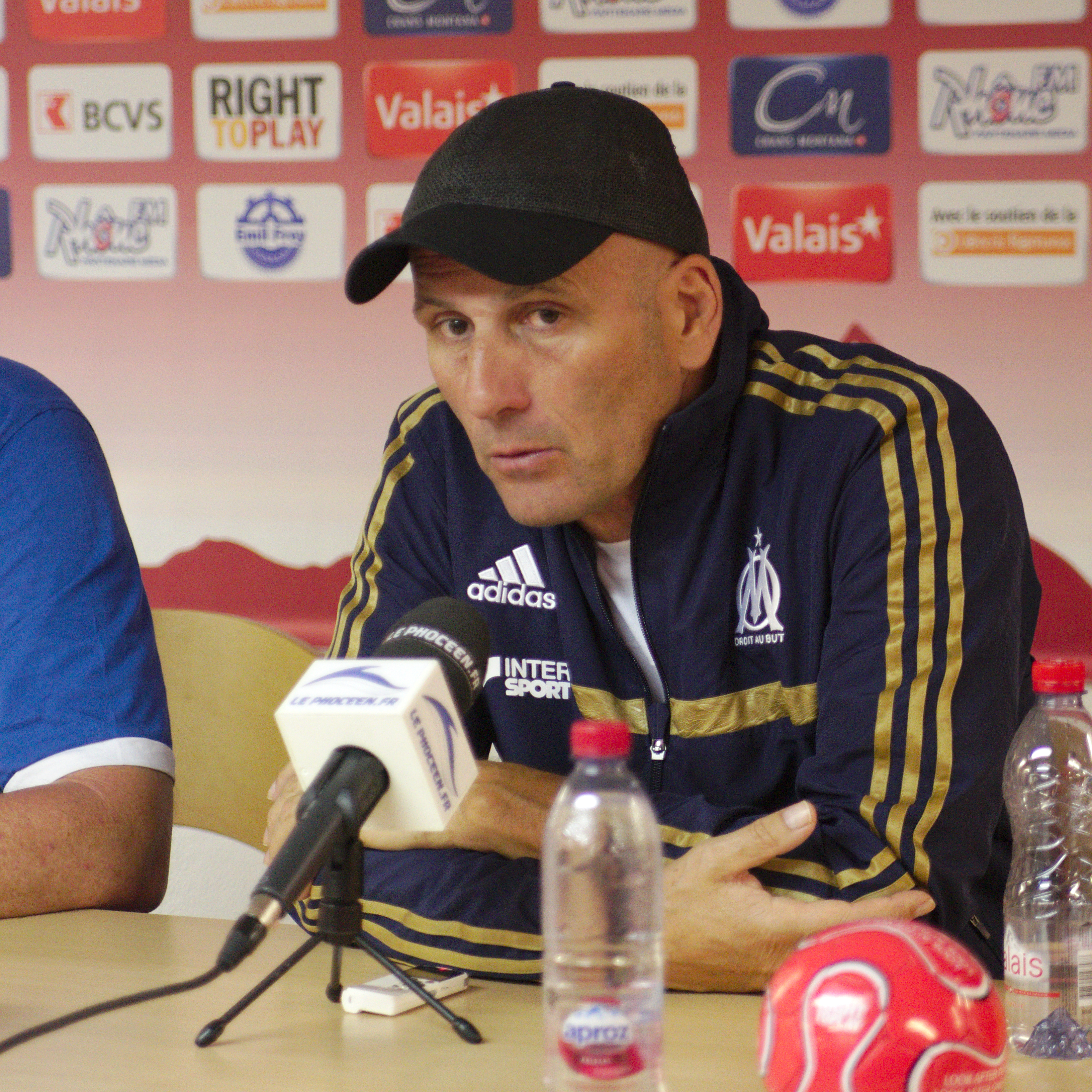
إيلي بوب (2013)

إيلي بوب (بالفرنسية: Élie Baup) ولد في (17 مارس 1955 في سانت غاودينز) لاعب كرة قدم فرنسي معتزل كان يجيد اللعب في مركز حارس مرمى وحاليا مدرب من دون نادي .

## المسيرة الرياضية
لعب بوب في أندية تولوز (1970-1974) مازاميت (1974-1978) أغين (1978) موريت (1978-1981) وبوزيتشيلي تولوز (1981-1982).
تولى تدريب أندية كاستيلناوداري (1982-1984) تولوز للناشئين (1984-1991) سانت إتيان للناشئين (1991-1994) سانت إتيان (1994-1996) بوردو كمساعد مدرب (1997) بوردو (1998-2003) سانت إتيان (2004-2006) تولوز (2006-2008) نانت (2008-2009) .

## روابط خارجية
- إيلي بوب على موقع قاعدة بيانات كرة القدم.إي يو (الإنجليزية)
- إيلي بوب على موقع Soccerbase.com (مدرب) (الإنجليزية)